# Кенсингтон (Конектикат)
Кенсингтон (енгл. Kensington) насељено је место без административног статуса у америчкој савезној држави Конектикат.

## Демографија
По попису из 2010. године број становника је 8.459, што је 82 (-1,0%) становника мање него 2000. године.
| Група             | 2000.         | 2010.         |
| Белци             | 8.126 (95,1%) | 7.811 (92,3%) |
| Афроамериканци    | 20 (0,2%)     | 56 (0,7%)     |
| Азијати           | 198 (2,3%)    | 226 (2,7%)    |
| Хиспаноамериканци | 127 (1,5%)    | 290 (3,4%)    |
| Укупно            | 8.541         | 8.459         |